# ツィオルコフスカヤ (小惑星)
ツィオルコフスカヤ (1590 Tsiolkovskaja) は小惑星帯に位置する小惑星である。1933年7月1日、ソビエトの天文学者グリゴリー・ニコラエヴィチ・ネウイミンがシメイズ天文台で発見した。
「宇宙旅行の父」と呼ばれるソ連の科学者、ロケット研究者のコンスタンチン・ツィオルコフスキーに因んで命名された。